# Ginger Ale Afternoon
Pour plus de détails, voir Fiche technique et Distribution.
Ginger Ale Afternoon est une comédie américaine réalisée par Rafal Zielinski et sortie en 1989.

## Fiche technique
- Titre original : Ginger Ale Afternoon
- Réalisation : Rafal Zielinski
- Scénario : Gina Wendkos
- Musique : Willie Dixon
- Photographie : Yuri Neyman
- Montage : Lorenzo DeStefano
- Décors : Michael Schmidt
- Costumes : Marlene Stewart
- Production : Susan Shapiro et Rafal Zielinski
  - Producteur associé : Lorenzo DeStefano
  - Producteur délégué : Alexander B. Sachs
  - Coproducteur : James R. Zatolokin
- Société de production : Churchill Partners et NeoPictures
- Société de distribution : Academy Home Entertainment et Skouras Pictures
- Pays de production :  États-Unis
- Langue originale : anglais
- Format : couleur — 2,35:1
- Genre : Comédie
- Durée : 88 minutes
- Dates de sortie :
  - États-Unis : 
    - avril 1989 (Houston)
    - 25 août 1989 (en salles)

## Distribution
- Dana Andersen : Jesse Mickers
- John M. Jackson : Hank Mickers
- Yeardley Smith : Bonnie Cleator
- Gene Butler : le DJ de la radio